# Salinas (Equador)
Salinas é uma cidade localizada na província de Santa Helena, Equador. Principal balneário do país, recebe anualmente um milhão de turistas. Conta com muitos hotéis e locais de lazer noturno. Anualmente são ali realizados campeonatos de tênis e surfe, além de concertos.